# Satyrium iyonis
Satyrium iyonis is een vlinder uit de familie van de Lycaenidae. De wetenschappelijke naam van de soort werd in 1957 gepubliceerd door Ota & Kusunoki.